# Zabłockowszczyzna
Zabłockowszczyzna (biał. Заблоцкаўшчына; ros. Заблоцковщина) – wieś na Białorusi, w obwodzie mińskim, w rejonie wołożyńskim, w sielsowiecie Raków.

## Historia
W czasach zaborów wieś w gminie Zasław, w powiecie mińskim, w guberni mińskiej Imperium Rosyjskiego
W latach 1921–1945 wieś leżała w Polsce, w województwie wileńskim, w powiecie stołpeckim, a od 1927 w powiecie mołodeckim, w gminie Raków. Tuż przy granicy ze Związkiem Sowieckim, która otaczała wieś ze wschodu i od południa.
Według Powszechnego Spisu Ludności z 1921 roku zamieszkiwały tu 34 osoby, 13 było wyznania rzymskokatolickiego a 21 prawosławnego. Jednocześnie wszyscy mieszkańcy zadeklarowali polską przynależność narodową. Było tu 5 budynków mieszkalnych. W 1931 w 6 domach zamieszkiwało 30 osób.
Wierni należeli do parafii rzymskokatolickiej i prawosławnej w Rakowie. Miejscowość podlegała pod Sąd Grodzki w Rakowie i Okręgowy w Wilnie; właściwy urząd pocztowy mieścił się w Rakowie.
Umiejscowiona była tu placówka 2 batalionu celnego (1921–1922).
W wyniku napaści ZSRR na Polskę we wrześniu 1939 miejscowość znalazła się pod okupacją sowiecką. 2 listopada została włączona do Białoruskiej SRR. Od czerwca 1941 roku pod okupacją niemiecką. W 1944 miejscowość została ponownie zajęta przez wojska sowieckie i włączona do Białoruskiej SRR.
Od 1991 w składzie niepodległej Białorusi.